# Lobo occipital
O lobo occipital é rodeado anteriormente pelo lobo parietal e lobo temporal em ambas as superfícies lateral e medial do hemisfério. Localiza-se posteriormente a uma linha imaginária que une a incisura pré-occipital ao sulco parieto-occipital e repousa sobre a tenda do cerebelo.

## Superfície supero-lateral
A superfície supero-lateral tem configuração variável.
Apresenta três sulcos:
- Sulco occipital transverso – desce desde a margem superolateral e o sulco intraparietal conecta-a a meio do seu comprimento.
- Sulco occipital lateral – divide o lobo occipital em circunvoluções occipital superior e inferior.
- Sulco semilunar – nem sempre presente. Anterior ao pólo occipital, separa a área estriada da pré-estriada.

Apesar dos seus giros serem referidos muitas vezes como giro occipital lateral, apresenta:
- Circunvolução occipital superior;
- Circunvolução occipital inferior;
  - Área estriada;
  - Área pré-estriada.

## Superfície medial
A superfície medial apresenta:
- Cunha (cúneos) – área entre os sulcos parieto-occipital e calcarino;
- Giro lingual – forma o limite posterior do sulco calcarino e ultrapassa a porção posterior do giro occiptotemporal (fusiforme), separando-se deste pelo sulco colateral.

## Funções
O lobo occipital está associado à visão.
- Córtex visual primário – A função deste lobo é quase exclusivamente visual. O córtex visual primário está contido nas paredes do sulco calcarino e do córtex envolvente;

- Córtex visual de associação – Representado pelo restante lobo occipital, estendendo-se também para o lobo temporal (o que reflecte a importância da visão para a espécie humana). Está envolvido no processamento da informação visual.